# Pararge gracilis
Pararge gracilis är en fjärilsart som beskrevs av Leo Andrejewitsch Sheljuzhko 1937. Pararge gracilis ingår i släktet Pararge och familjen praktfjärilar. Inga underarter finns listade i Catalogue of Life.